# 三ツ橋快人
三ツ橋 快人（みつはし かいと）は、日本の漫画家。

## 来歴
2015年9月、20歳の時に『週刊少年サンデー』（小学館）の月例新人漫画賞「新世代サンデー賞」に『半人類 〜半人類よ、優しくあれ〜』を投稿し、奨励賞を受賞。受賞理由は「ペガサスがよく描けていたから」。その後担当が付き、ペンネームを「たくあん」から「三ツ橋快人」に変更し、『RYOKO』のプロトタイプとなる作品『RYOKO MEET MEAL!!』を執筆。
2015年12月、再び「新世代サンデー賞」に投稿し、同新人賞で史上初の大賞を受賞する。大賞を受賞した翌日（2016年2月5日）、サンデー編集長である市原武法に呼び出され、編集部に行き、いきなりその場で週刊連載が決まる。三ツ橋だけでなく担当も唖然としたという。新人賞の受賞作が、そのまま少年サンデー本誌にて連載されるのは、河合克敏の『帯をギュッとね!』、藤田和日郎の『うしおととら』以来である。その後、編集長が三ツ橋の両親に挨拶と説明をしに行き、その後、一人暮らしを開始。
2016年10月19日、『週刊少年サンデー』47号より『RYOKO』の連載を開始する。その後、2017年19号から病気療養のため長らく休載していたが、2019年8号より連載を再開し、2019年30号にて完結した。
2025年、『別冊少年マガジン』にて読切『星喰らいの塔』を掲載。

## 作品

### 連載
- RYOKO（『週刊少年サンデー』2016年47号 - 2019年30号、小学館、全5巻）

### 読切
- 片津先輩かたづけない（原作：桃、『週刊少年サンデーS』2020年11月号）
- 侍衛 大上刀助の天命（『週刊少年サンデー』2021年15号）
- 星喰らいの塔（『別冊少年マガジン』2025年4月号[6]）